# Rynek Staromiejski w Stargardzie

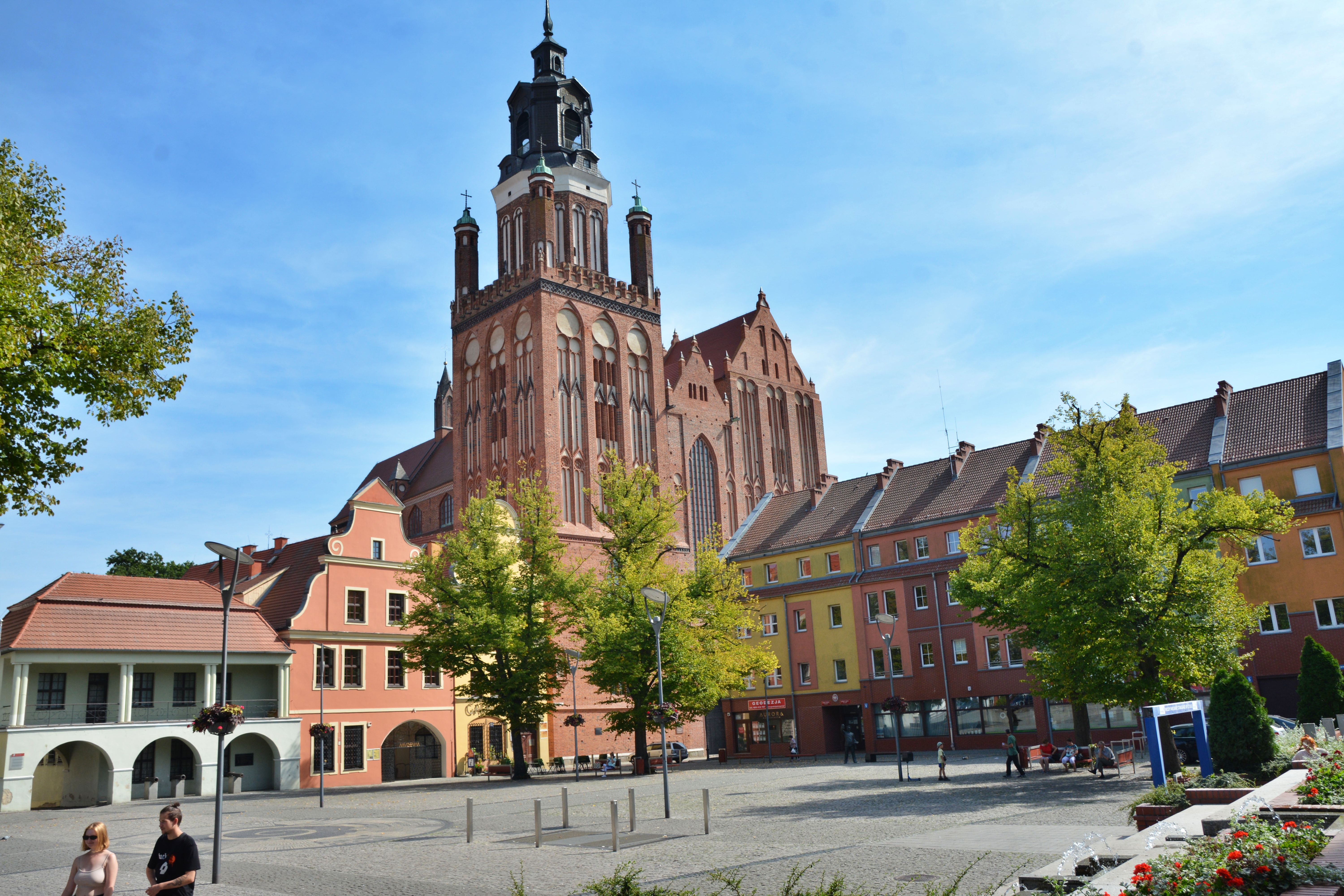
Rynek Staromiejski z Odwachem, neobarokowymi kamieniczkami i Kolegiatą Mariacką

Rynek Staromiejski w Stargardzie (d. Markt) – jeden z głównych placów miasta, stanowi centrum życia lokalnego od połowy XIII wieku.
Rynek jest obecnie największym skupiskiem cennych zabytków w mieście, znajdują się tu: Kolegiata Mariacka, oraz wschodnia pierzeja tworzona przez Ratusz miejski, Odwach oraz dwie neobarokowe kamieniczki. Po II wojnie światowej Rynek (podobnie jak duża część miasta) utracił swój pierwotny wygląd. Najpiękniejsze kamienice np. Loewen Aphoteke z 1487 czy kamienica wzorowana na fasadzie ratusza zostały zastąpione budynkami z wielkiej płyty.

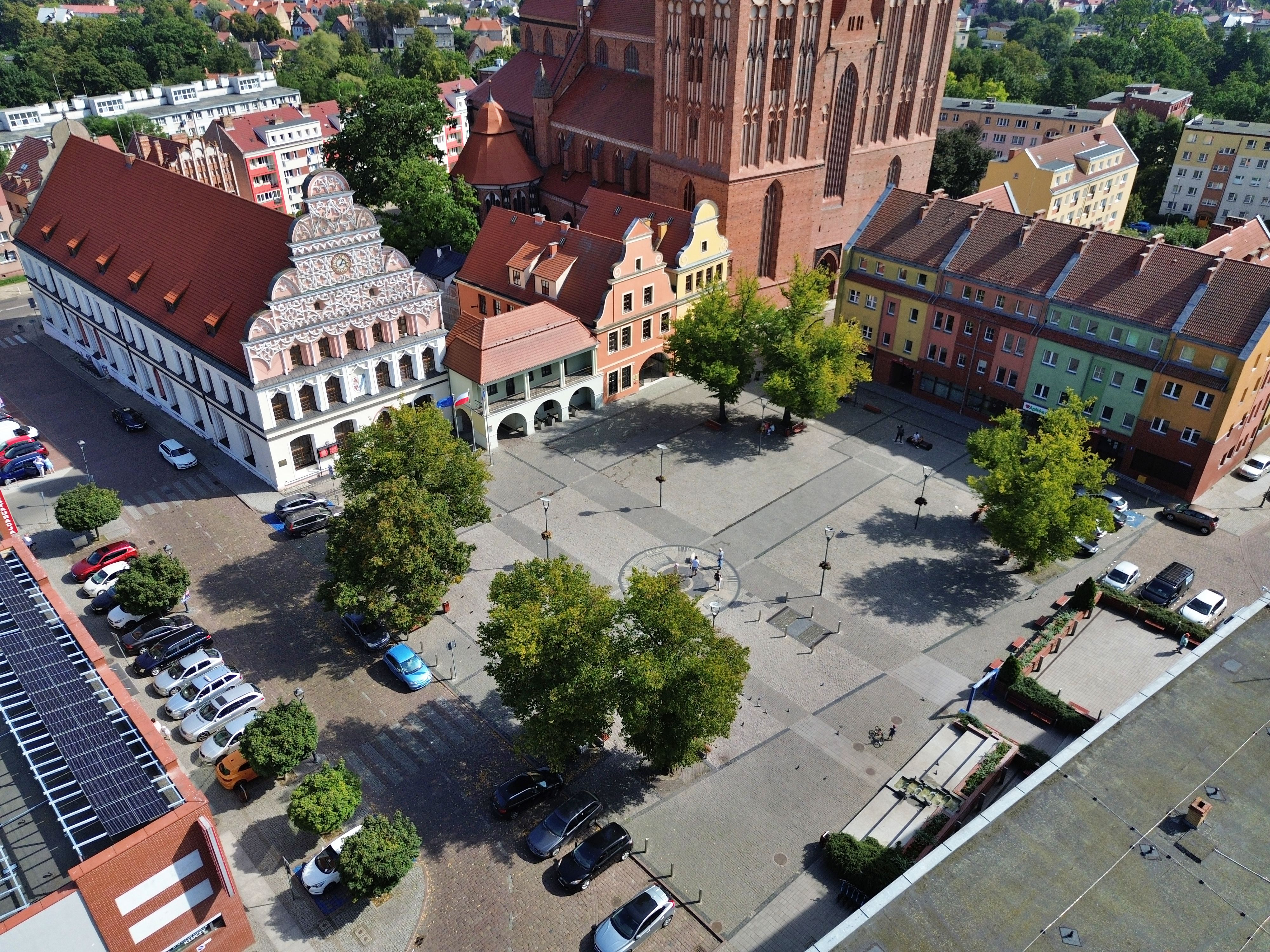
Płyta Rynku Staromiejskiego z lotu ptaka

W 1874 roku w centralnej części placu ustawiono pomnik Germanii - ku czci żołnierzy poległych w wojnie francusko-pruskiej. Monument został rozebrany jeszcze przed wybuchem wojny przez narodowych socjalistów. 
Od średniowiecza do zakończenia II wojny światowej plac pełnił funkcje targowe wraz z okolicznymi Rynkami: Solnym, Mięsnym, Drzewnym stanowił miejskie centrum handlowe. Na początku XX wieku ulokowane były w Rynku agencja ubezpieczeniowa, bank, hotel, zakład kolonialny, restauracja, apteka, dom mody i in. 
W planach rewitalizacji miasta do końca 2013 przewidywano się zamknięcia dla ruchu kołowego Rynku Staromiejskiego wraz z ulicami przyległymi. Przebudowana ma być płyta placu, zbudowane podziemne szalety, fontanna, i pozostała mała architektura. Jednym z nowych elementów placu po rewitalizacji jest okrągła mozaika z bruku, ukazująca przedwojenne zabudowania Rynku.
Z Rynku wychodzi 5 ulic: Grodzka (w dwóch kierunkach d. Poststr. i Radestr.), Mieszka I (d. Pyritzerstr.), Mariacka (d. An der Marienkirche) oraz Kramarska (d. Krammerstr.).

## Zdjęcia

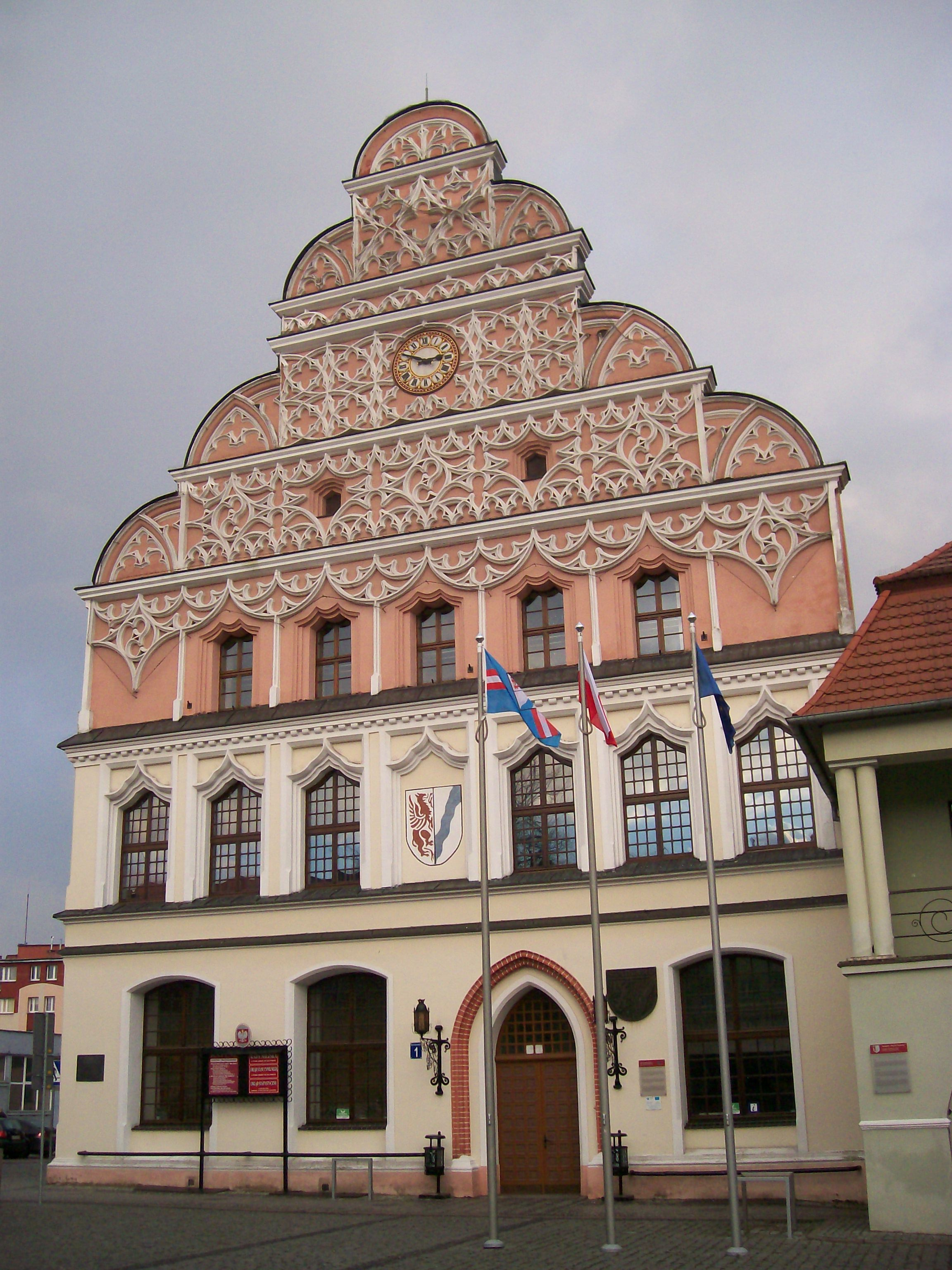
Ratusz Staromiejski
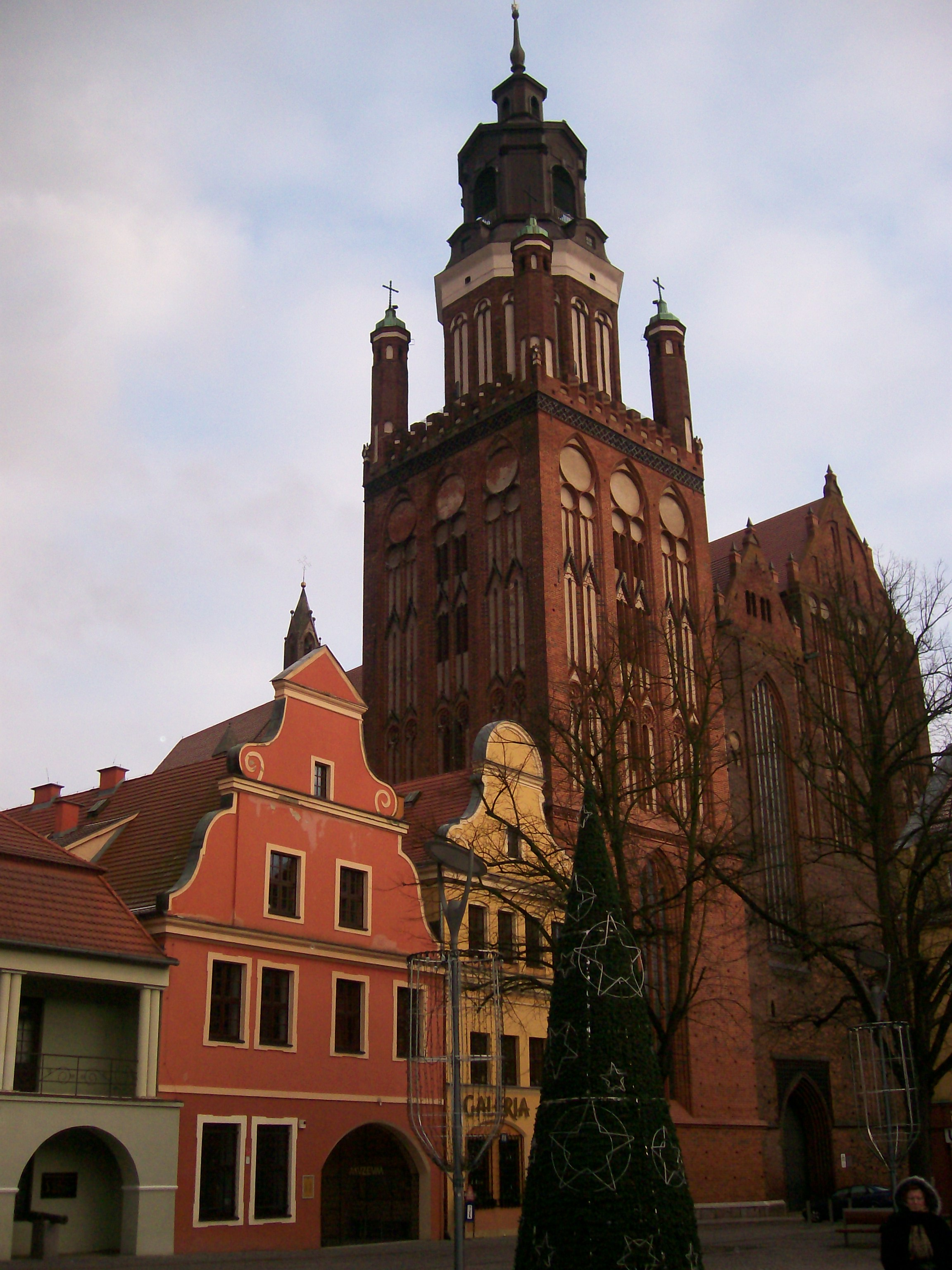
Kolegiata Mariacka widziana z Rynku
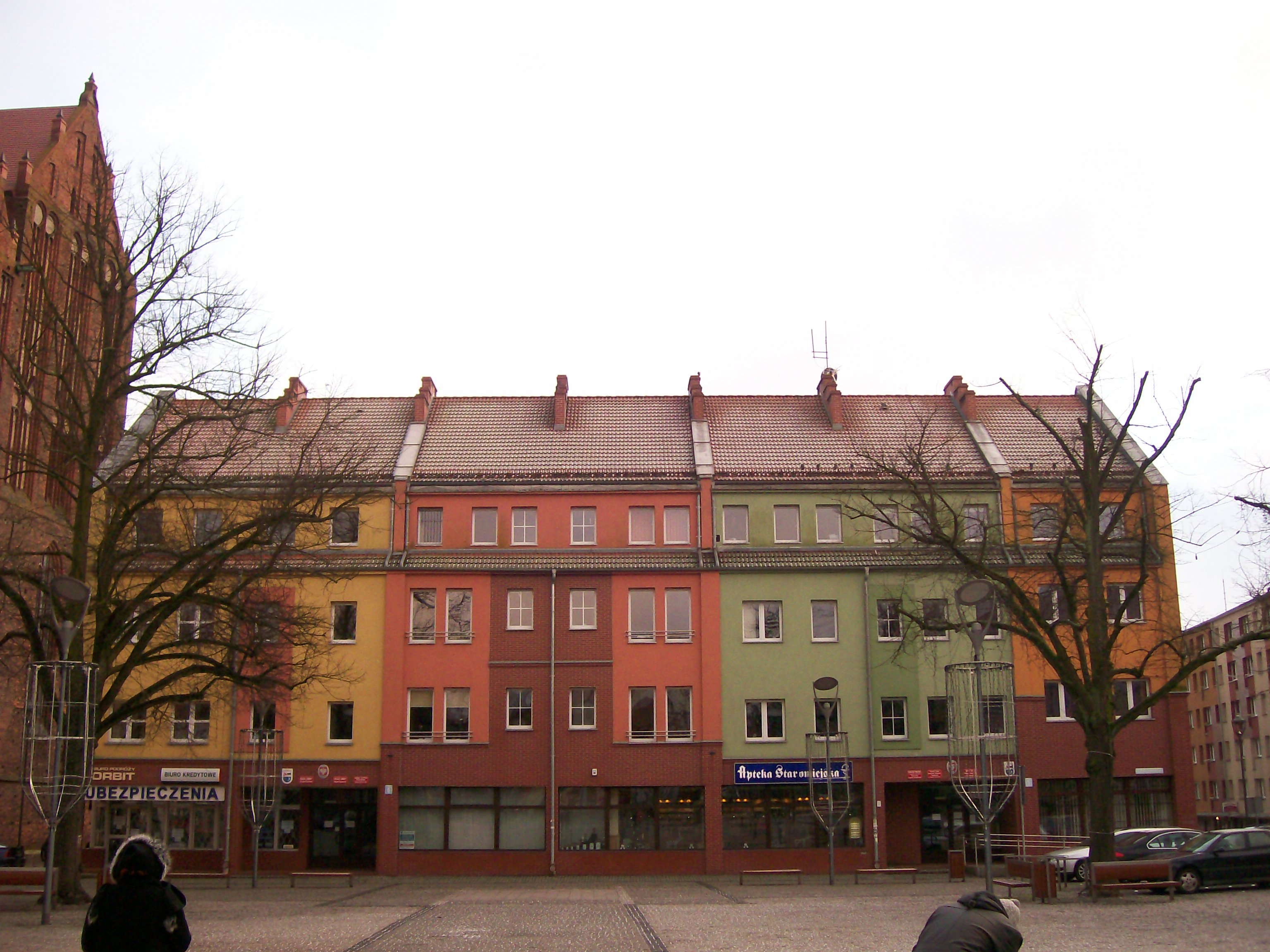
Współczesne budownictwo przy placu
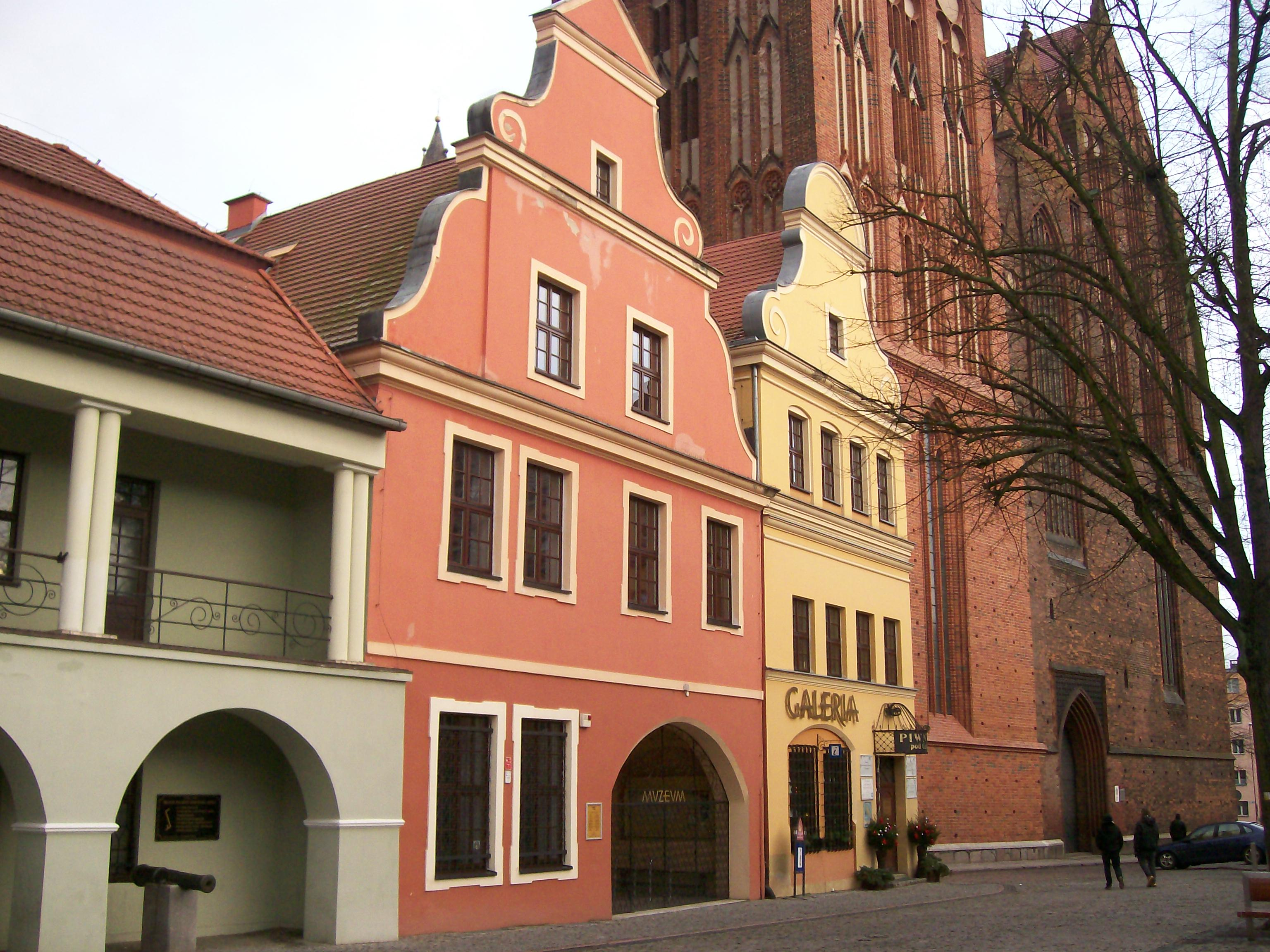
Neobarokowe kamienice
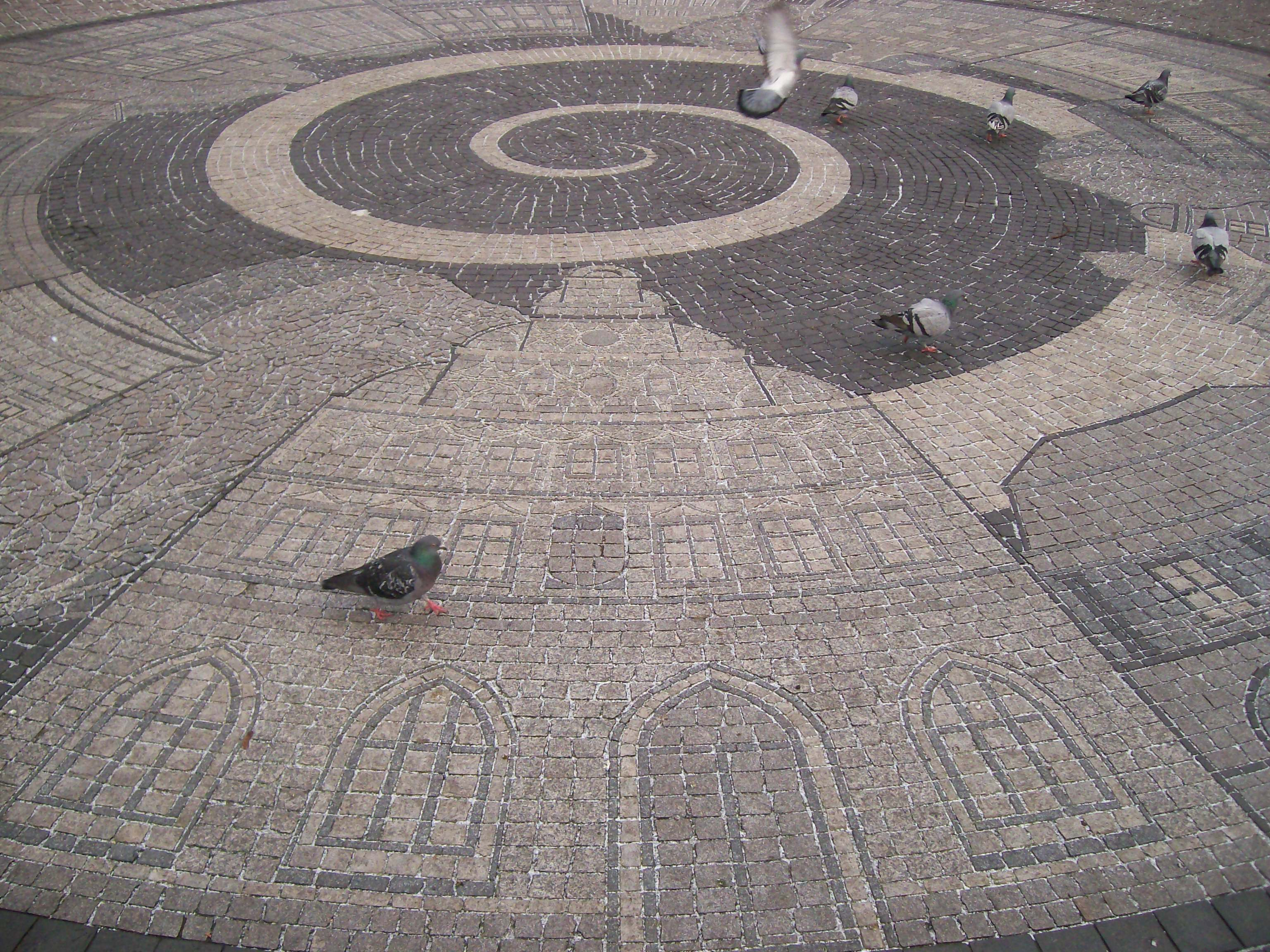
Mozaika na płycie rynku